# Michel Nzamongini Babale
Michel Nzamongini Babale (ur. 12 marca 1975) – piłkarz z Demokratycznej Republiki Konga grający na pozycji bramkarza. W latach 1993–2000 grał w reprezentacji Demokratycznej Republiki Konga.

## Kariera klubowa
Karierę piłkarską Babale rozpoczął w klubie AS Vita Club. W jego barwach zadebiutował w 1993 roku w pierwszej lidze Demokratycznej Republiki Konga i grał w nim do 1994 roku. W 1993 roku wywalczył z nim mistrzostwo kraju. W 1995 roku odszedł do AC Sodigraf. Natomiast w 1996 roku grał w DC Motema Pembe, z którym został mistrzem kraju.
W 1999 roku Babale został piłkarzem południowoafrykańskiego Qwa Qwa Stars, przemianowanego później na Free State Stars. Grał w nim w latach 1997-2002. W sezonie 2002/2003 występował w Orlando Pirates z Johannesburga, z którym wywalczył mistrzostwo Premier Soccer League. W sezonie 2003/2004 był piłkarzem Black Leopards FC, a w latach 2004-2006 grał w Bidvest Wits FC. Z kolei w latach 2006-2008 występował w FC AK Roodeport, a w latach 2008-2009 w Maritzburgu United. W sezonie 2014/2015 był zawodnikiem zespołu Highlands Park FC.

## Kariera reprezentacyjna
W reprezentacji Zairu Babale zadebiutował w 1993 roku. W swojej karierze dwukrotnie był powoływany do kadry na Puchar Narodów Afryki. W Pucharze Narodów Afryki 1996 i Pucharze Narodów Afryki 2002 był rezerwowym i nie wystąpił ani razu. W kadrze narodowej rozegrał 1 mecz.